# Sucupira (Tocantins)
Sucupira é um município brasileiro do estado do Tocantins. Localiza-se a uma latitude 11º59'36" sul e a uma longitude 48º58'15" oeste, estando a uma altitude de 250 metros. Sua população estimada em 2018 foi de 2.300 habitantes.
Possui uma área de 1229,91 km².

## Política
Valdmir Ribeiro de Castro foi o primeiro prefeito reeleito de Sucupira.[carece de fontes?]